# Samogohiri
Samoghohiri  là một tổng của tỉnh Kénédougou ở tây nam Burkina Faso. Thủ phủ của tổng này là thị xã Samoghohiri.. Dân số năm 2006 là 6264 người.

## Các thị xã và các làng
Diole, Linguekoro, Lougoua, Saraba, Tingindougou và Todje.